# Старе Нізьолкі
Старе Нізьолкі (пол. Stare Niziołki) — село в Польщі, у гміні Кулеше-Косьцельне Високомазовецького повіту Підляського воєводства.
Населення — 74 особи (2011).
У 1975-1998 роках село належало до Ломжинського воєводства.

## Демографія
Демографічна структура станом на 31 березня 2011 року:
|          | Загалом | Допрацездатний вік | Працездатний вік | Постпрацездатний вік |
| -------- | ------- | ------------------ | ---------------- | -------------------- |
| Чоловіки | 35      | 7                  | 21               | 7                    |
| Жінки    | 39      | 5                  | 27               | 7                    |
| Разом    | 74      | 12                 | 48               | 14                   |